# 小森高博
小森 高博（こもり たかひろ、1967年3月26日 - ）は、日本のアニメーター、キャラクターデザイナー。大阪府出身。血液型はO型。株式会社ボンズ取締役。

## 経歴
高校時代に黄瀬和哉、柳沢まさひでと共にアニメを自主制作。卒業後はアニメアールに入社し谷口守泰に師事。
『シティーハンター』などの原画、『アイドル伝説えり子』や『アイドル天使ようこそようこ』の作画監督を務めた後、アニメアールを退社。
『天空のエスカフローネ』や『カウボーイビバップ』などの作画監督を経験した後、ボンズに入社。
2008年より同社の取締役に就任し、現在も同職を務めている。
アニメディア 2011年8月号に付いていた創刊30周年記念の別冊付録「あにめあいアニバーサリーブック」で高校生の頃、『アニメディア』に投稿していたとメッセージに書いている。

## 主な参加作品

### テレビアニメ
1985年
- 星銃士ビスマルク - 動画
- 蒼き流星SPTレイズナー - 動画・原画

1986年
- マシンロボ クロノスの大逆襲 - 原画

1987年
- きまぐれオレンジ☆ロード - 原画
- シティーハンター - 原画

1988年
- ミスター味っ子 - 原画
- シティーハンター2 - 原画

1989年
- アイドル伝説えり子 - 作画監督・原画
- シティーハンター3 - 原画

1990年
- アイドル天使ようこそようこ - 作画監督・原画
- オバタリアン - 原画

1991年
- 新世紀GPXサイバーフォーミュラ - OP原画
- シティーハンター'91 - 原画
- きんぎょ注意報! - 原画
- 魔法のプリンセス ミンキーモモ 夢を抱きしめて - 原画

1992年
- あしたへフリーキック - 作画監督

1993年
- 疾風!アイアンリーガー - 作画監督・原画

1994年
- 機動武闘伝Gガンダム - OP原画・原画

1995年
- 黄金勇者ゴルドラン - 原画

1996年
- 天空のエスカフローネ - 作画監督・原画
- 爆走兄弟レッツ&ゴー!!  - OP原画

1998年
- カウボーイビバップ - 作画監督・原画
- 快傑蒸気探偵団 - OP原画
- YAT安心!宇宙旅行 - 作画監督

1999年
- アークザラッド - OP原画

2000年
- 機巧奇傳ヒヲウ戦記 - 作画監督・OP原画
- はじめの一歩 - ED1原画・原画

2001年
- 機動天使エンジェリックレイヤー - キャラクターデザイン

2002年
- Witch Hunter ROBIN - OP原画
- ラーゼフォン - 作画監督

2003年
- スクラップド・プリンセス - キャラクターデザイン・総作画監督
- WOLF'S RAIN - 作画監督・原画
- 鋼の錬金術師 - 原画

2004年
- 絢爛舞踏祭 ザ・マーズ・デイブレイク - 原画・ED原画
- KURAU Phantom Memory - 作画監督

2005年
- 交響詩篇エウレカセブン - 作画監督・原画

2006年
- 獣王星 - 作画監督・原画
- 桜蘭高校ホスト部 - 作画監督補佐
- 天保異聞 妖奇士 - OP原画

2007年
- DARKER THAN BLACK -黒の契約者- - キャラクターデザイン・総作画監督

2008年
- ソウルイーター - 作画監督・原画
- コードギアス 反逆のルルーシュR2 - 原画

2009年
- 鋼の錬金術師 FULLMETAL ALCHEMIST - 原画
- DARKER THAN BLACK -流星の双子- - キャラクターデザイン・総作画監督

2010年
- STAR DRIVER 輝きのタクト - 総作画監督補佐

2011年
- UN-GO - 作画監督・OP作画監督

2012年
- エウレカセブンAO - 作画監督

2014年
- スペース☆ダンディ - 原画
- 棺姫のチャイカ - 監督補佐・作画監督
- ノラガミ - OP原画・作画監督補佐
- 棺姫のチャイカ AVENGING BATTLE - 監督補佐・作画監督

2015年
- 血界戦線 - 原画
- SHOW BY ROCK!! - 原画
- 赤髪の白雪姫 - メインアニメーター・作画監督

2016年
- 僕のヒーローアカデミア - 原画

2017年
- 血界戦線 & BEYOND - 原画
- 僕のヒーローアカデミア（第2期） - 作画監督・原画

2018年
- ひそねとまそたん - 原画
- 僕のヒーローアカデミア（第3期） - 総作画監督・作画監督・原画

2019年
- キャロル&チューズデイ - 作画監督補佐
- 僕のヒーローアカデミア（第4期） - 作画監督・原画

2021年
- SK∞ エスケーエイト - 原画
- 僕のヒーローアカデミア（第5期） - 作画監督・原画

2022年
- 僕のヒーローアカデミア（第6期） - 作画監督・原画・OP原画・キャラクターデザイン協力

2023年
- 文豪ストレイドッグス - 作画監督

2024年
- 僕のヒーローアカデミア（第7期） - 原画・OP原画・キャラクターデザイン協力・絵コンテ協力

### 劇場アニメ
1989年
- シティーハンター 愛と宿命のマグナム - 原画
- ファイブスター物語 - 原画
- ギャラガ HYPER-PSYCHIC-GEO GARAGA - 原画

1990年
- シティーハンター ベイシティウォーズ - 原画

1991年
- サイレントメビウス - 原画（小森貴弘名義）

1992年
- 走れメロス - 原画

1993年
- 機動警察パトレイバー 2 the Movie - 原画
- SD戦国伝 天下泰平編 - 原画

2000年
- エスカフローネ - 作画監督・原画
- 人狼 JIN-ROH - 原画

2001年
- カウボーイビバップ 天国の扉 - 絵コンテ協力

2005年
- 劇場版 鋼の錬金術師 シャンバラを征く者 - 作画監督協力・原画

2009年
- 交響詩篇エウレカセブン ポケットが虹でいっぱい - 作画監督協力

2011年
- 鋼の錬金術師 嘆きの丘の聖なる星 - 第二原画

2012年
- ももへの手紙 - 原画

2018年
- ANEMONE/交響詩篇エウレカセブン ハイエボリューション - キャラクター作画監督・原画

2019年
- 僕のヒーローアカデミア THE MOVIE ヒーローズ:ライジング - チーフ作画監督

2021年
- 僕のヒーローアカデミア THE MOVIE ワールド ヒーローズ ミッション - 原画
- EUREKA/交響詩篇エウレカセブン ハイエボリューション - 作画監督協力

### OVA
1985年
- ドリームハンター麗夢(R-18版) - 動画（ろひかたりも子名義）

1986年
- 超時空ロマネスク SAMY MISSING・99 - 原画
- 蒼き流星SPTレイズナー ACT-III　刻印2000 - 原画
- ドリームハンター麗夢 II　聖美神女学園の妖夢 - 原画
- トゥインクルハート 銀河系までとどかない - 原画

1987年
- ドリームハンター麗夢 III　夢隠、首なし武者伝説 - 原画
- 魔境外伝レディウス - 原画

1988年
- 機甲猟兵メロウリンク - 原画・ED原画

1990年
- のりピーちゃん - 原画
- A.D.POLICE - 原画
- ロードス島戦記 - 原画

1991年
- ZIGGY THE MOVIE それゆけ! R&R BAND  - 原画
- 魍魎戦記MADARA - 原画

1992年
- 万能文化猫娘 - 原画

1993年
- アイドル防衛隊ハミングバード - 原画

1994年
- おいら宇宙の探鉱夫 - 原画
- マクロスプラス - 原画
- 青空少女隊 - 原画
-  覇王大系リューナイト アデュー・レジェンド - 原画

1996年
- ファイアーエムブレム 紋章の謎 - 原画

1997年
- ジャングルDEいこう! - 原画

2002年
- 超昂天使エスカレイヤー - OP原画（小平いおぎ名義）

2007年
- ツバサ TOKYO REVELATIONS - 原画

2010年
- DARKER THAN BLACK -黒の契約者- 外伝 - キャラクターデザイン・総作画監督

2025年
- SK∞ エスケーエイト EXTRA PART - ED原画

### その他
1997年
- 永久家族 - CM、原画
- 日清食品 極盛焼きそば - CM、原画

2005年
- 鋼の錬金術師3　神を継ぐ少女 - PlayStation 2用ゲームソフト、作画監督

2008年
- ソウルイーター モノトーンプリンセス - Wii用ゲームソフト、Wii専用キャラクターデザイン・作画監督

2013年
- パチスロ交響詩篇エウレカセブン2 - パチスロ、作画監督